# Gunungiella ekatrimchi
Gunungiella ekatrimchi is een schietmot uit de familie Philopotamidae. De soort komt voor in het Oriëntaals gebied.